# Équipe de Macédoine du Nord féminine de handball
Cet article traite de l'équipe féminine. Pour l'équipe masculine, voir Équipe de Macédoine du Nord masculine de handball.
Pour les articles homonymes, voir Équipe de Macédoine du Nord.
Maillots
Dernière mise à jour : 23 février 2019.
L'équipe de Macédoine du Nord féminine de handball représente la Fédération macédonienne de handball lors des compétitions internationales, notamment aux championnats du monde et aux Championnats d'Europe.

## Parcours en compétitions internationales
Jeux olympiques
Aucune participation
Championnats du monde
- 1997 : 7e
- 1999 : 8e
- 2001 : 21e
- 2005 : 15e
- 2007 : 12e
- 2009 : non qualifiée
- 2011 : non qualifiée
- 2013 : non qualifiée
- 2015 : non qualifiée
- 2017 : non qualifiée
- 2019 : non qualifiée
- 2021 : non qualifiée
- 2023 : non qualifiée
- 2025 : À venir

Championnats d'Europe
- 1998 : 8e
- 2000 : 8e
- 2002 : non qualifiée
- 2002 : non qualifiée
- 2006 : 12e
- 2008 : 7e
- 2010 : non qualifiée
- 2012 : 16e[1]
- 2014 : non qualifiée
- 2016 : non qualifiée
- 2018 : non qualifiée
- 2020 : non qualifiée
- 2022 : 16e (co-organisateur)[2]
- 2024 : 18e[3]
- 2026 : À venir

## Personnalités liées à la sélection

### Joueuses
- Larisa Ferzalieva, élue meilleure ailière droite du Championnat d'Europe 2000
- Indira Kastratović, meilleure marqueuse du Championnat du monde 1997 et élue meilleure ailière droite du Championnat du monde 1999
- Julija Nikolić
- Valentina Radulović

### Entraîneurs
- Andrij Portnoj
- Dragan Nisevic
- Ljubomir Savevski